# Olga Samul
Olga Samul (ur. 20 marca 1991 w Jaworznie) – polska siatkarka, grająca na pozycji libero. Od listopada 2019 roku występuje w drużynie Grupa Azoty PWSZ Tarnów.

## Osiągnięcia

### Siatkówka halowa
Mistrzostwa Polski Kadetek:
- 2006

Mistrzostwa Polski Młodziczek:
- 2005

Akademickie Mistrzostwa Polski:
- 2013

Sukcesy klubowe
- awans do I Ligi z drużyną Wisła Warszawa 2015
- awans do II ligi z drużyną MCKiS Jaworzno 2006

### Siatkówka plażowa
Mistrzostwa Polski Kadetek w siatkówce plażowej:
- 2007

Mistrzostwa Polski Juniorek w siatkówce plażowej:
- 2009

Akademickie Mistrzostwa Polski w siatkówce plażowej:
- 2014
- 2012

Mistrzostwa Świata w siatkówce plażowej do lat 19:
- 4. miejsce na mistrzostwach 2009[2]

Mistrzostwa Europy w siatkówce plażowej do lat 20:
- 7. miejsce na mistrzostwach Europy w siatkówce plażowej 2010